# 舒模
舒模（1912年12月10日—1991年11月20日），原名蒋树模，江苏南京人，中国话剧、歌剧演员、作曲家，中国音乐家协会理事，中国戏剧家协会理事。

## 生平
1917年，五歲時入讀私塾。1921年，升入高小，1924年，考入江蘇省立第九師範。1927年，入南京中學高中部師範科。1930年，畢業後在南京市盧妃巷小學任教。1931年，考入南京國立中央大學教育學院藝術科音樂專業學習中提琴，系主任是唐學詠。他和學小提琴的李永剛、馬孝駿，還有學大提琴的王孝存組成弦樂四重奏在校內演出，一直到畢業才解散。1933年，參加抗戰劇運，宣傳抗戰。1935年，畢業後在浙江省立嘉興中學任音乐教员。
1937年10月，在南京参加“国民政府军事委员会政训处抗敌剧团”，该剧团是由上海中共地下党领导和组织的上海抗敌救亡演剧队第三、四队合编而成的，後随剧团撤至武汉。1938年5月，他編入抗戰演劇隊第一隊，在武昌创作歌曲处女作《军民合作》，10月，加入中國共產党940年，被演剧四队全体队员推为副队长，排演巴金《家》，並和張申儀結為夫妻。1941年，皖南事变後任該隊支部書記。1942年，在桂林创作歌曲《你这个坏东西》。1943年，在柳州创作歌曲《大家唱》。1945年，初在安顺创作歌曲《跌倒算什么》（在1947年反饥饿、反内战、反迫害运动中，上海交通大学被捕学生将此歌改名为《坐牢算什么》并修改歌词）。
1949年後，浙江军区文工团艺术指导员、中国音协浙江分会主席、中央戏剧学院歌剧系副主任、中国戏曲研究院艺术研究室主任。1965年，參與《東方紅》的排演。1991年11月20日，在北京病逝，享年79岁。